# Fiat Ritmo
La Fiat Ritmo (commercializzata anche come Fiat Strada) è un modello di autovettura prodotto dalla casa automobilistica italiana FIAT tra il 1978 e il 1988 negli stabilimenti Fiat di Cassino (FR) e nello stabilimento Fiat di Rivalta (TO).
L'auto è stata prodotta dal 1978 in due diverse serie, di cui la seconda realizzata nel 1982, per essere sostituita nel segmento C, fascia di mercato che copriva nel listino della FIAT, dalla Tipo.

## Storia
Il progetto 138, destinato allo sviluppo di un'erede per la 128, venne avviato nel 1972.
L'obiettivo era quello di dare alla media FIAT un aspetto più moderno, in modo da tenere il passo delle protagoniste del segmento fuori dai confini nazionali, in particolare Volkswagen Golf e Renault 14.
Il marketing, per la prima volta nella storia della Fiat, assunse un'importanza determinante nella definizione del design della vettura, "imponendo" la realizzazione di un'autovettura a 2 volumi con portellone posteriore, abitabilità per 5 persone, interni funzionali e "spiccata riconoscibilità rispetto alla concorrenza". Tale soluzione dieci anni prima era stata scartata per la 128 prodotta in Italia, ma utilizzata per la versione jugoslava.
Il Centro Stile Fiat, guidato da Gianpaolo Boano realizzò una berlina di dimensioni contenute (meno di 4 metri di lunghezza), con avvolgenti paraurti in plastica (incorporanti anche le luci) e caratterizzata da un forte contrasto fra elementi circolari (fari, maniglie porta) e linee tese (fiancata e coda). Per contenere i costi di produzione, venne elaborato un particolare processo produttivo per la realizzazione dei costosi paraurti sintetici. Fu la prima auto italiana (in Francia la Renault 5 li aveva dal 1972) ad avere i paraurti integrati nel corpo vettura (e non sporgenti a sé stanti come fino ad allora succedeva); questo causò inizialmente alcune difficoltà da parte del pubblico ad accettare la vettura che a quel tempo sembrava priva di paraurti.
Anche gli interni, con plancia e pannelli porta, completamente in plastica, stampati in pezzo unico erano improntati alla massima funzionalità e abitabilità. Un altro tocco di "modernità" al modello era dato dall'assemblaggio automatizzato – attraverso il sistema Robogate – di buona parte dell'autovettura. L'impostazione meccanica invece era la stessa della 128: trazione anteriore, sospensioni a ruote indipendenti MacPherson davanti, balestrone trasversale al posteriore e impianto frenante di tipo misto. Il cambio manuale poteva essere a 4 o 5 marce.
Nel 1979 mancò per un soffio il riconoscimento di auto dell'anno, classificandosi al secondo posto.

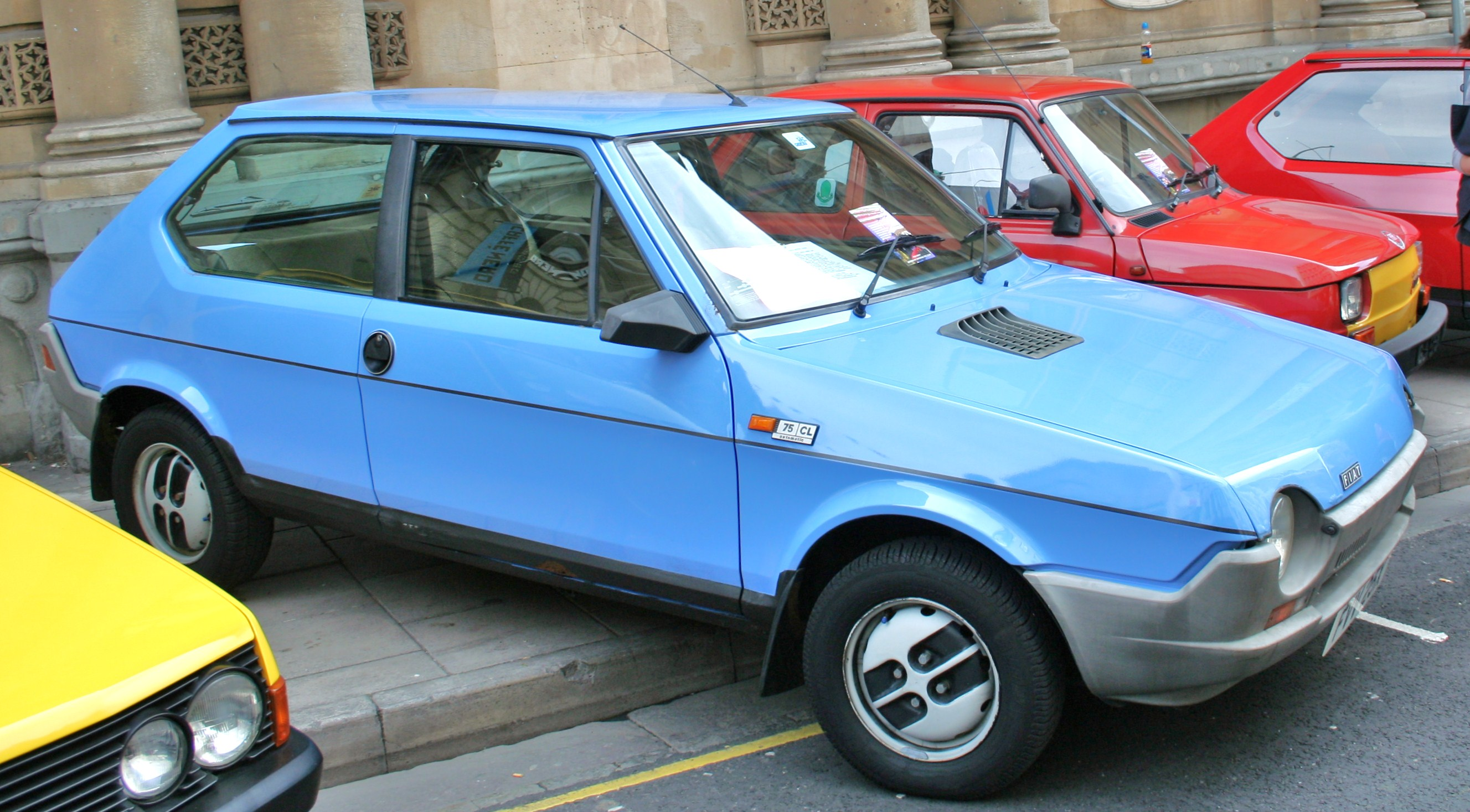
Una Fiat Strada

La Ritmo, questo il nome scelto per il nuovo modello, debuttò al Salone dell'automobile di Torino del 1978. Nei mercati di lingua inglese, il nome fu cambiato in "Strada". Circolò la voce che questo fu fatto poiché la parola "ritmo" o "rhythm" indicasse in inglese il ciclo mestruale. In realtà tale interpretazione è da considerarsi una leggenda metropolitana, in quanto tale parola non è comunemente utilizzata con tale significato nei paesi anglosassoni, ed è più probabile che la scelta sia stata fatta per ragioni di pronunciabilità.
Al momento della presentazione erano disponibili due corpi vettura (3 e 5 porte), due allestimenti (L e CL) e quattro motorizzazioni. Alla base si collocava la versione 60, spinta da due motori rispettivamente di 1050 cm³ (per la 60L) e 1116 cm³ (per la 60CL); il primo era della famiglia "Brasile", derivato dalla locale 147, il secondo di stretta derivazione 128; entrambi avevano una potenza di 60 CV. Poi c'era la versione 65 con un inedito 1301 cm³ (evoluzione del 1290 cm³ della 128) da 65 CV e infine la Ritmo 75, con cilindrata elevata a 1498 cm³ (75 CV) e disponibile anche con un cambio automatico a tre rapporti.
La gamma per l'Italia era composta dalle versioni:
- 60 3p L
- 60 5p L1
- 60 3p CL
- 60 5p CL
- 65 3p L
- 65 5p L1
- 65 3p CL
- 65 5p CL
- 75 3p L
- 75 5p L1
- 75 3p CL
- 75 3p CL Automatica[5]
- 75 5p CL
- 75 5p CL Automatica

Le CL, più accessoriate, potevano montare a richiesta anche il cambio a 5 marce (non disponibile sulle L). La 75, pensata soprattutto per i mercati esteri (e in Italia disponibile solo in versione automatica), ebbe poco successo in Italia anche per via della relativa scarsa potenza che poco giustificava i costi per il bollo (che all'epoca si pagava in base ai cavalli fiscali e quindi alla cilindrata) e l'assicurazione. La vettura, pur bene accolta sia in Italia che in Germania, venne criticata per la scarsa qualità delle plastiche utilizzate e per i pannelli porta completamente privi del minimo inserto in tessuto, nonché per le numerose pecche di assemblaggio. Nessuna critica invece per la parte meccanica, ormai già ampiamente collaudata e sempre moderna.
La casa torinese corse ai ripari a partire dal 1979 introducendo via via nuove versioni e numerose modifiche di dettaglio distribuite nel corso di tutta la vita del modello. Nel settembre di quell'anno fu introdotta la versione speciale Targa Oro, caratterizzata dalla verniciatura in color visone metallizzato con filetto dorato lungo tutta la fiancata, dai paraurti di colore scuro, dai cerchi specifici (con parti color oro), dai fendinebbia Carello con mascherine e scocca color oro, e dalle finiture interne più curate (sedili e pannelli porta in velluto pregiato e plastiche di colore specifico e abbinato). Le Targa Oro, disponibili sia con carrozzeria a 3 che a 5 porte, erano basate sulle 65 per il mercato interno e sulle 75 per i mercati esteri. Da notare che le versioni a 3 porte erano disponibili in colore nero pastello. Sempre nel '79 la gamma venne arricchita della versione 65 5p CL Automatica, equipaggiata sempre con il cambio automatico di derivazione Volkswagen. Nello stesso periodo, allo scopo di contenere i costi di produzione, la 60 L fu dotata del motore monoalbero da 1049 cm³ ripreso dalla 127 seconda serie e costruito in Brasile a Belo Horizonte, potenziato a 60 CV dai 50 originari per far fronte al maggior peso della vettura: questo propulsore, all'epoca nuovissimo e molto moderno, dava alla Ritmo L prestazioni analoghe alla CL seppur con consumi globali leggermente superiori per via dell'erogazione leggermente più appuntita.
Le ambizioni della Ritmo furono chiare quando Gianni Agnelli la presentò, col nome di "Strada" e le modifiche del caso (paraurti ad assorbimento, motore 1500 a iniezione dotato di dispositivi antinquinamento e cambio automatico di serie), ai venditori statunitensi. L'operazione, conclusasi 3 anni dopo, non ebbe molta fortuna.
Nel 1980 venne introdotta anche la Ritmo D (solo 5 porte), equipaggiata con un nuovissimo 4 cilindri diesel progettato dall'ing. Lampredi, di 1714 cm³ da 55 CV ottenuto a partire dal monoblocco della 132 1800, dotandolo di testa, pistoni e accessori specifici. Per compensare il maggior peso del motore, l'assetto fu rivisto sostituendo i puntoni anteriori con una robusta barra di torsione e fu modificata anche la demoltiplicazione della scatola di sterzo per alleggerire il volante (non essendoci ancora il servosterzo per le vetture di media cilindrata, con questa variante occorrevano ben quattro giri del volante per una sterzata completa). La D era disponibile negli allestimenti L e CL. Sempre durante il 1980 furono aggiunte delle modanature parasassi in plastica davanti ai passaruota posteriori, vennero introdotte diverse modifiche all'impianto di ventilazione, e soprattutto rifatte le portiere anteriori: il finto deflettore triangolare sparì per lasciare il posto a un vetro unico, il caratteristico retrovisore trapezoidale (che non era neppure ripiegabile) fu sostituito da uno specchietto più normale e predisposto per la regolazione dell'interno, e l'alloggiamento per l'altoparlante fu spostato in basso. Inoltre i famigerati pannelli interni monopezzo furono sostituiti da altri meno ingombranti e dal disegno più ricercato. Da segnalare anche la modifica del tergilunotto che vede la posizione di riposo passare da orizzontale a verticale e la spazzola crescere di lunghezza. Meccanicamente fu modificata la tiranteria del cambio con un nuovo comando sdoppiato, e fu adottato in serie il servofreno a depressione in luogo del cosiddetto miniservo meccanico.
Nel 1981 le versioni Targa Oro vennero sostituite dalle potenziate Super 75 e Super 85, con, rispettivamente, motore di 1301 cm³ da 75 CV e 1498 cm³ da 85 CV entrambi dotati di carburatore doppio corpo e albero a camme dalla fasatura più spinta. L'allestimento era decisamente ricco: paraurti neri con bordini cromati su calandra e portatarga posteriore, maniglie porta cromate, profili cromati intorno a parabrezza, lunotto e alla base dei finestrini, diversa presa d'aria sul cofano, e infine inedite ruote da 165/65 su cerchi specifici da 14 pollici, gli stessi precedentemente montati sulla Lancia Beta ma con coprimozzo specifico. Gli interni furono totalmente ridisegnati: la plancia in particolare aveva un aspetto più imponente ed era costruita in materiale schiumato simile a quello della Lancia Delta, la strumentazione era totalmente diversa e includeva contagiri, orologio digitale e un check-panel prodotto da Veglia Borletti che, in una sagoma della vettura riportava tutte le spie di malfunzionamento che di solito si trovavano sparse per la strumentazione. I retrovisori erano regolabili dall'interno e i sedili maggiormente imbottiti e dotati di serie di poggiatesta regolabili in altezza e inclinazione. A richiesta erano finalmente disponibili anche gli alzacristalli elettrici anteriori e la chiusura centralizzata. Le Super erano disponibili solo con carrozzeria a 5 porte, ed ebbero un consistente successo.

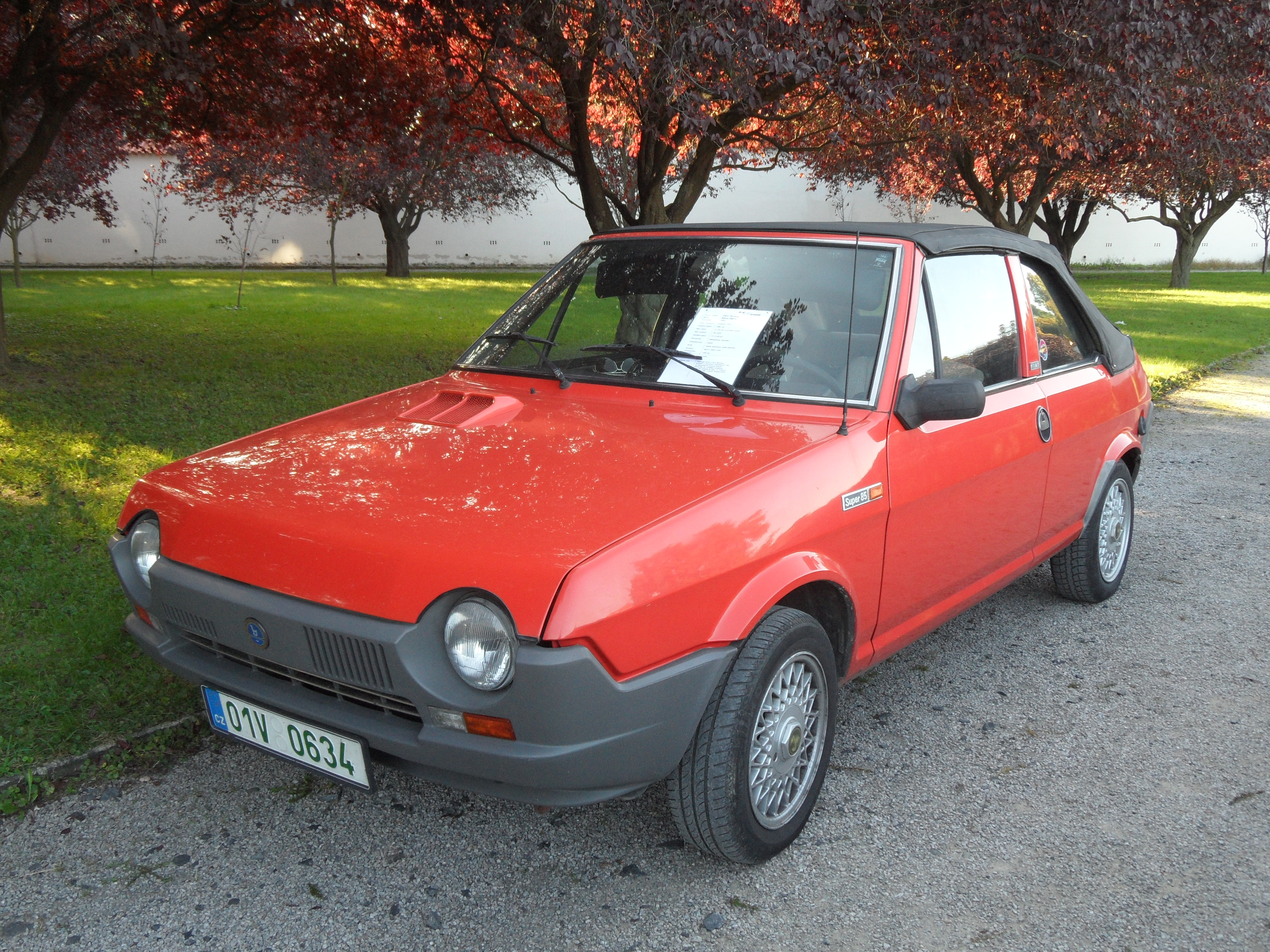
Fiat Ritmo Cabrio

Lo stesso anno debuttarono anche la versione sportiva Ritmo 105 TC e la Ritmo Cabrio (quest'ultima già presentata come prototipo al Salone di Francoforte 1979).

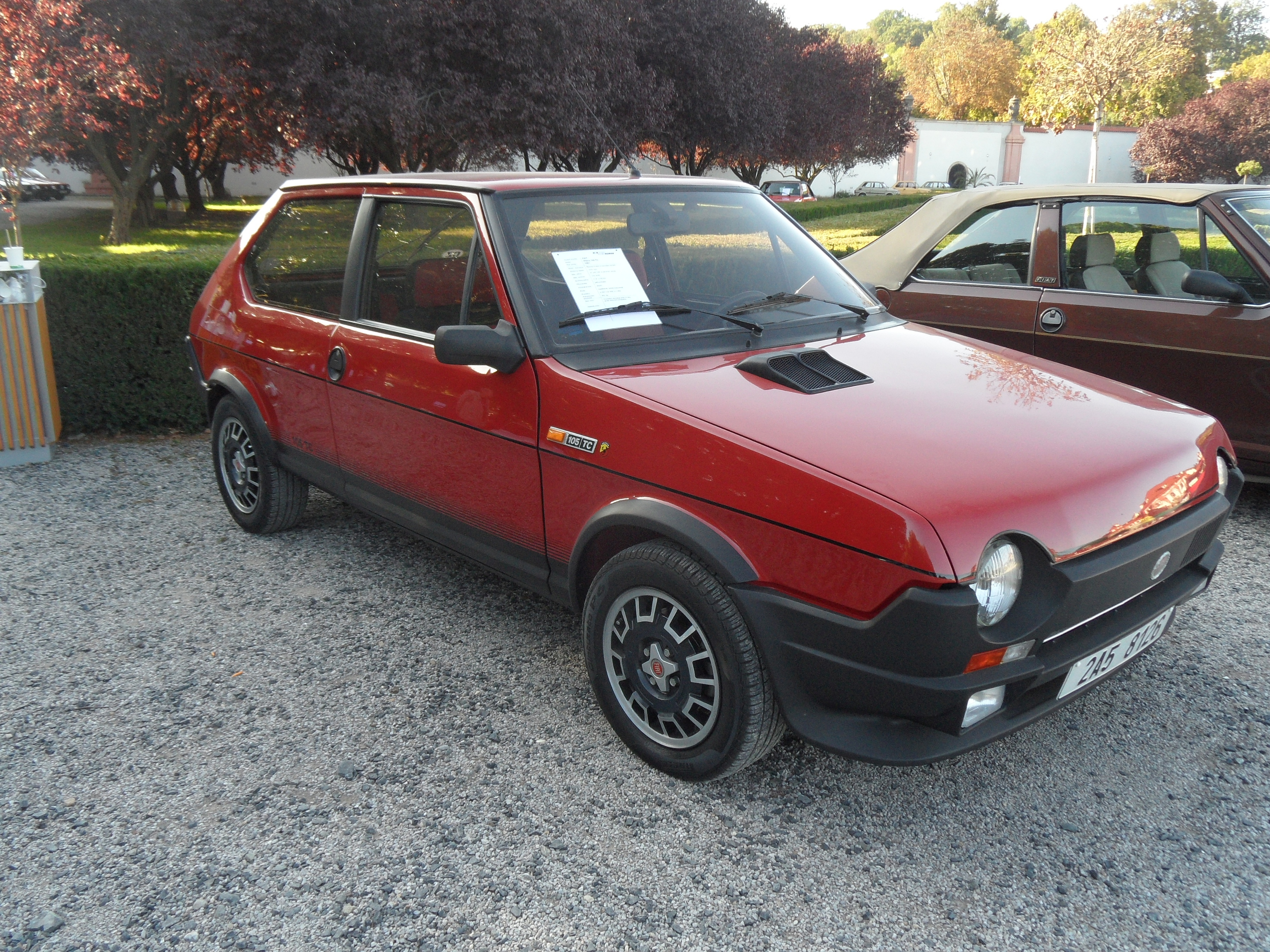
Fiat Ritmo 105TC

La prima, solo con carrozzeria 3 porte, era caratterizzata esternamente soprattutto dallo specifico paraurti anteriore di colore nero con spoiler e fendinebbia integrati, codolini neri, filetti neri lungo le fiancate e ruote da 14" della Super con copriruota neri (a richiesta cerchi in lega specifici neri). Il look grintoso era giustificato dai 105 CV erogati dal motore bialbero di 1585 cm³ a carburatore che la spingeva fino a 180 km/h con un'accelerazione da 0 a 100 in circa 10 secondi. All'interno sedili avvolgenti, volante sportivo a tre razze e numerosi altri particolari in tono. L'assetto era adeguato con ammortizzatori più frenati e una barra stabilizzatrice anteriore che coadiuvava i puntoni di reazione. La Ritmo Cabrio, realizzata da Bertone, era realizzata sulla scocca della 3 porte ma ereditava meccanica e allestimento della 85 Super, e riscosse un immediato e duraturo successo. Caratteristico il vistoso roll bar centrale con montanti in tinta vettura e il "portellone" posteriore, ottenuto (a capote chiusa) ribaltando verso l'alto il lunotto e verso il basso il coperchio del vano bagagli.

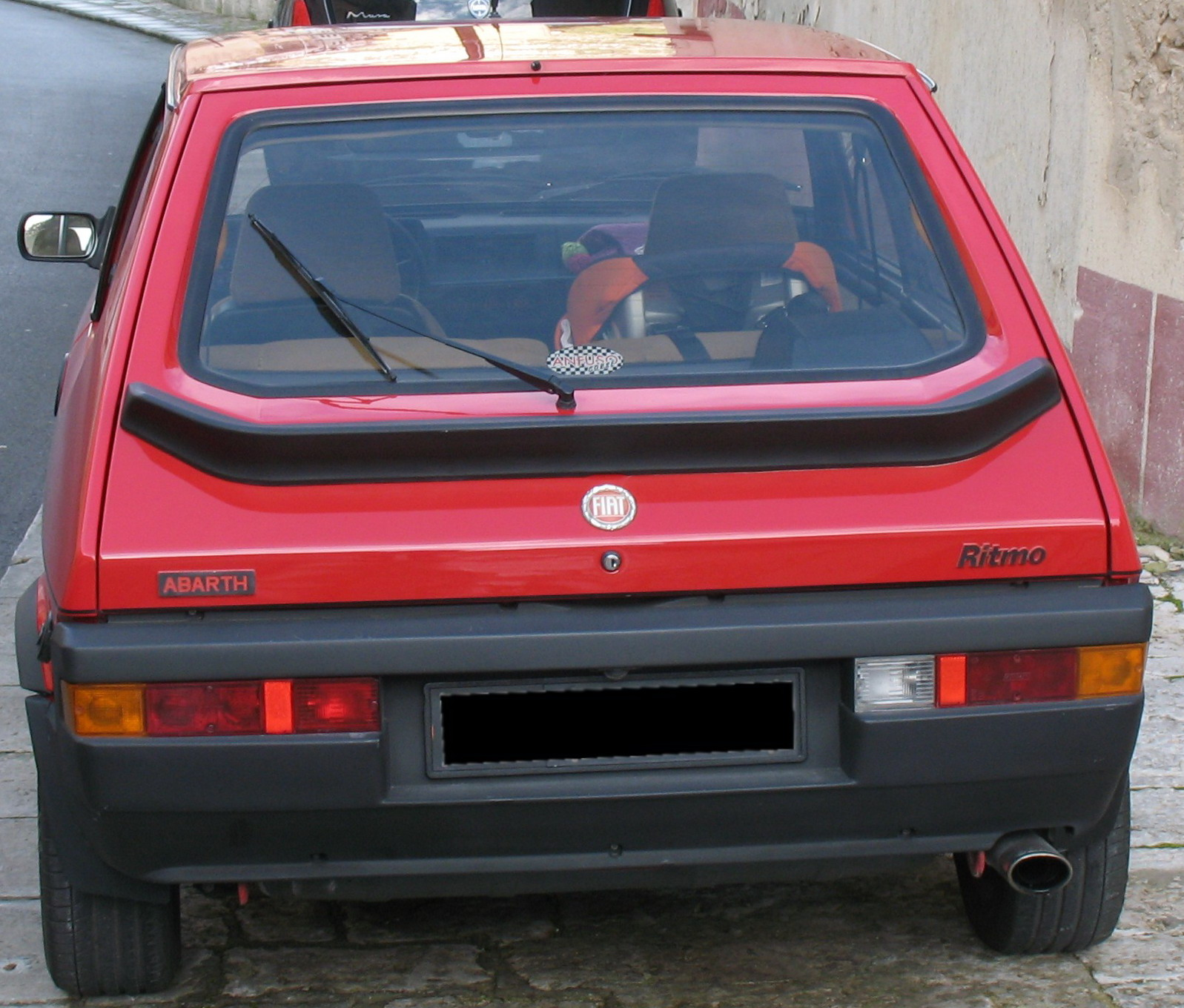
Vista posteriore della 125 TC

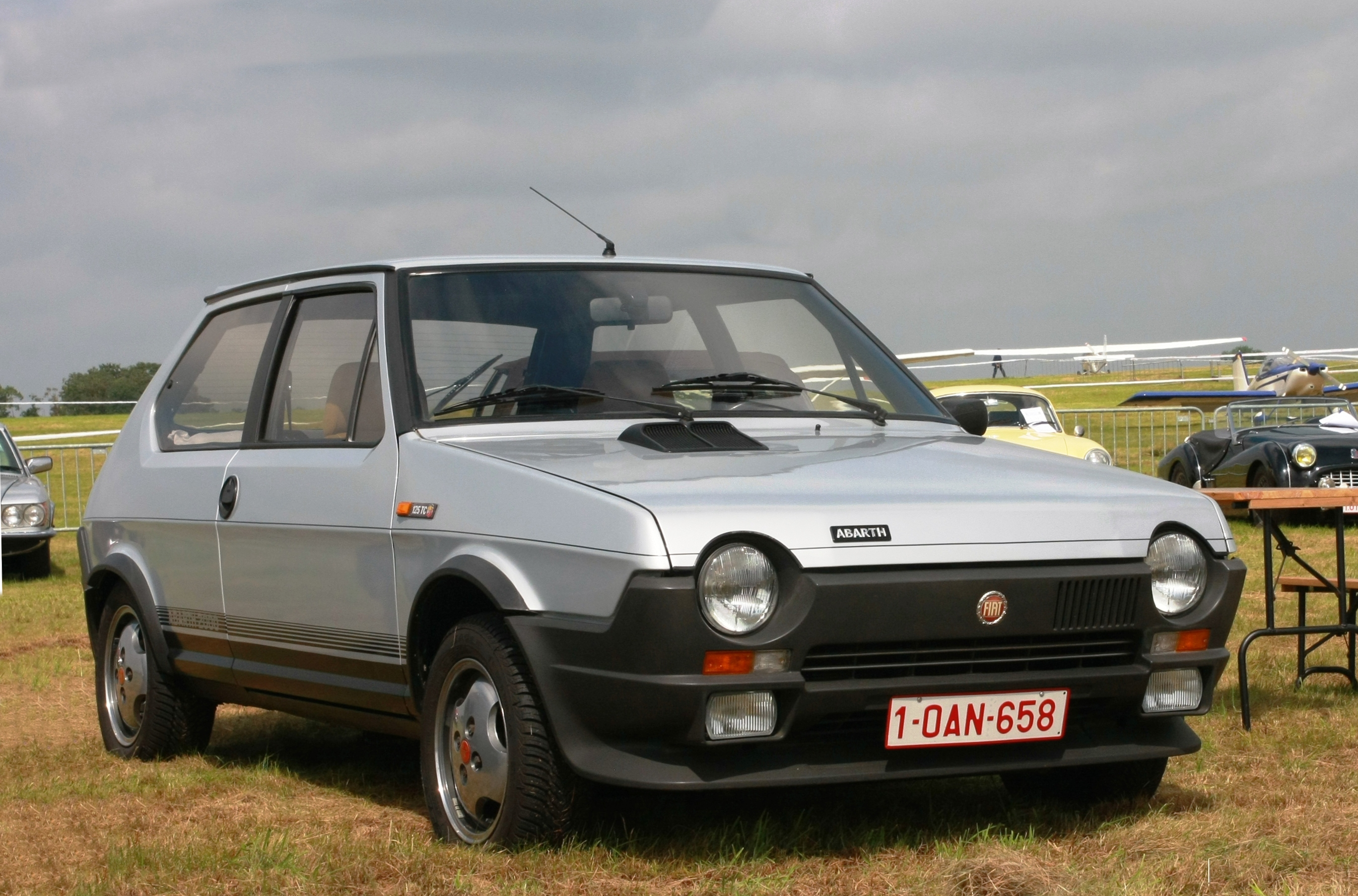
Fiat Ritmo Abarth 125 TC

Nel 1982 la Ritmo ricevette altre modifiche di dettaglio delle quali la più vistosa era sicuramente la sparizione della caratteristica "codina" alla fine del tetto, che si era rivelata controproducente dal punto di vista aerodinamico creando vortici che, fra l'altro, risucchiavano la polvere e l'acqua alzata dalle ruote posteriori sporcando il lunotto. Nonostante la prima serie fosse sul mercato ormai da 4 anni e si avviasse a fine produzione, in quell'anno la FIAT introdusse comunque un'ulteriore versione: la 125 TC Abarth. Mossa da un bialbero a carburatore doppio corpo di 1995 cm³ da 125 CV a 6000 giri, la versione curata dalla Abarth aveva una carrozzeria (solo 3 porte) molto sportiva basata sulla 105 TC, con in più cerchi in lega specifici di produzione Pirelli con gomme P6 da 185/60-R14, strip adesiva laterale Abarth 2000, alettone posteriore in gomma alla base del lunotto, terminale marmitta cromato, sedili sportivi e volante racing. 
Immancabili ovviamente le targhette con il marchio dello scorpione. Inoltre la ruota di scorta, troppo larga per restare nel vano motore, fu spostata nel bagagliaio e "imbustata" in un'apposita custodia in finta pelle. Oltre al potente motore, questa versione era dotata di un robusto cambio sportivo prodotto dalla tedesca ZF, freni anteriori a dischi autoventilanti con servofreno maggiorato, e tutta una serie di modifiche all'assetto che includevano diversi fuselli anteriori marcati Abarth che conferivano una diversa geometria all'avantreno. La Ritmo 125 Abarth, con i suoi 190 km/h e uno 0-100 in meno di 9 secondi, destò molto interesse presso la stampa italiana ed estera: famoso all'epoca un servizio pubblicato su Gente Motori in cui il pilota di rally Attilio Bettega si cimentava in un'improbabile gara di accelerazione contro un caccia Fiat G-91 delle Frecce Tricolori. La Ritmo, nelle sue versioni più sportive, è stata anche impiegata nei rally dalla fine degli anni '70; Attilio Bettega partecipó al Rally di Montecarlo nel 1979, 1980 e 1981 alla guida della Ritmo 75, concludendo l'edizione del 1980 in sesta posizione e registrando, nella stessa occasione, il miglior tempo sulla prova del Col de Turini.

## Seconda serie

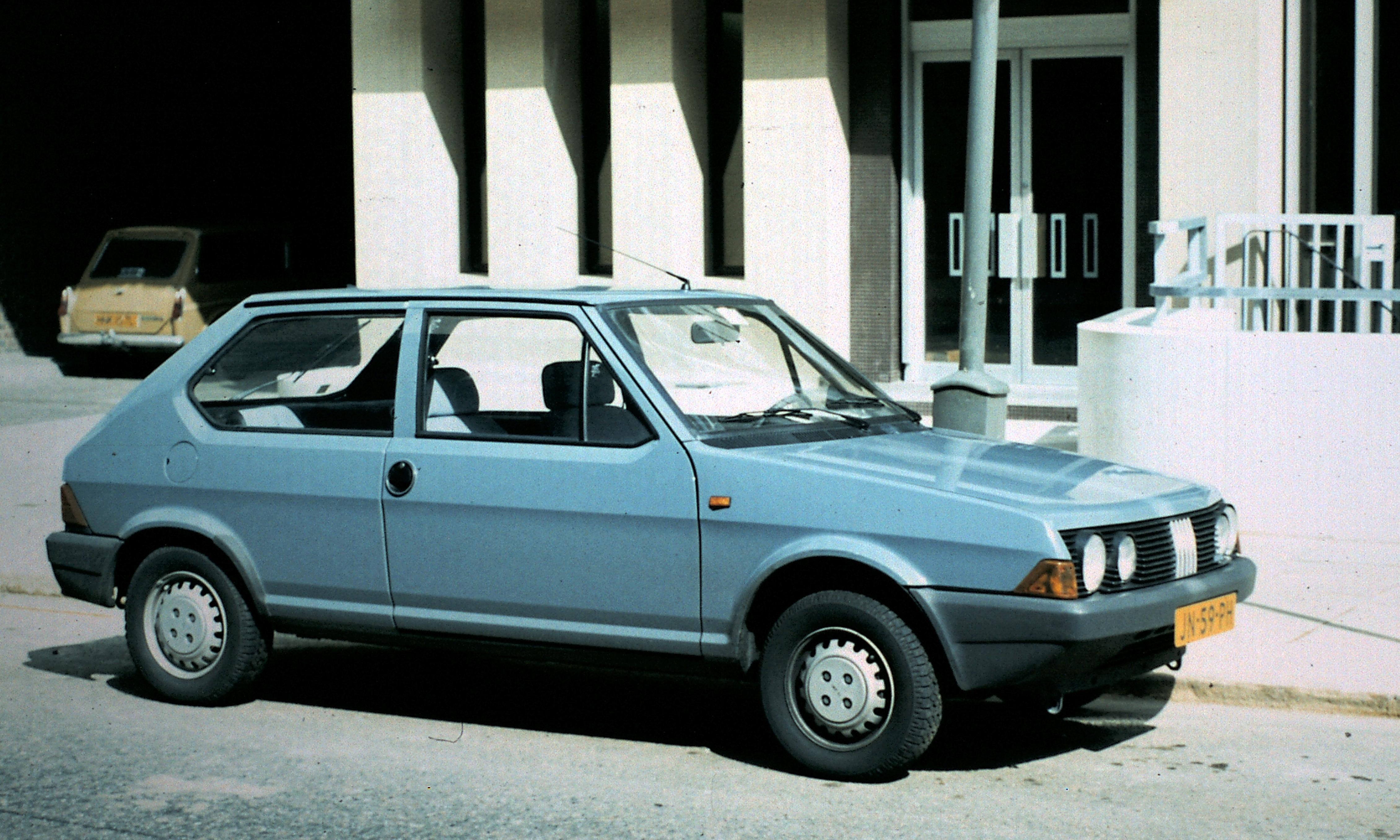
Vista laterale della Ritmo seconda serie restyling dal 1982 al 1988

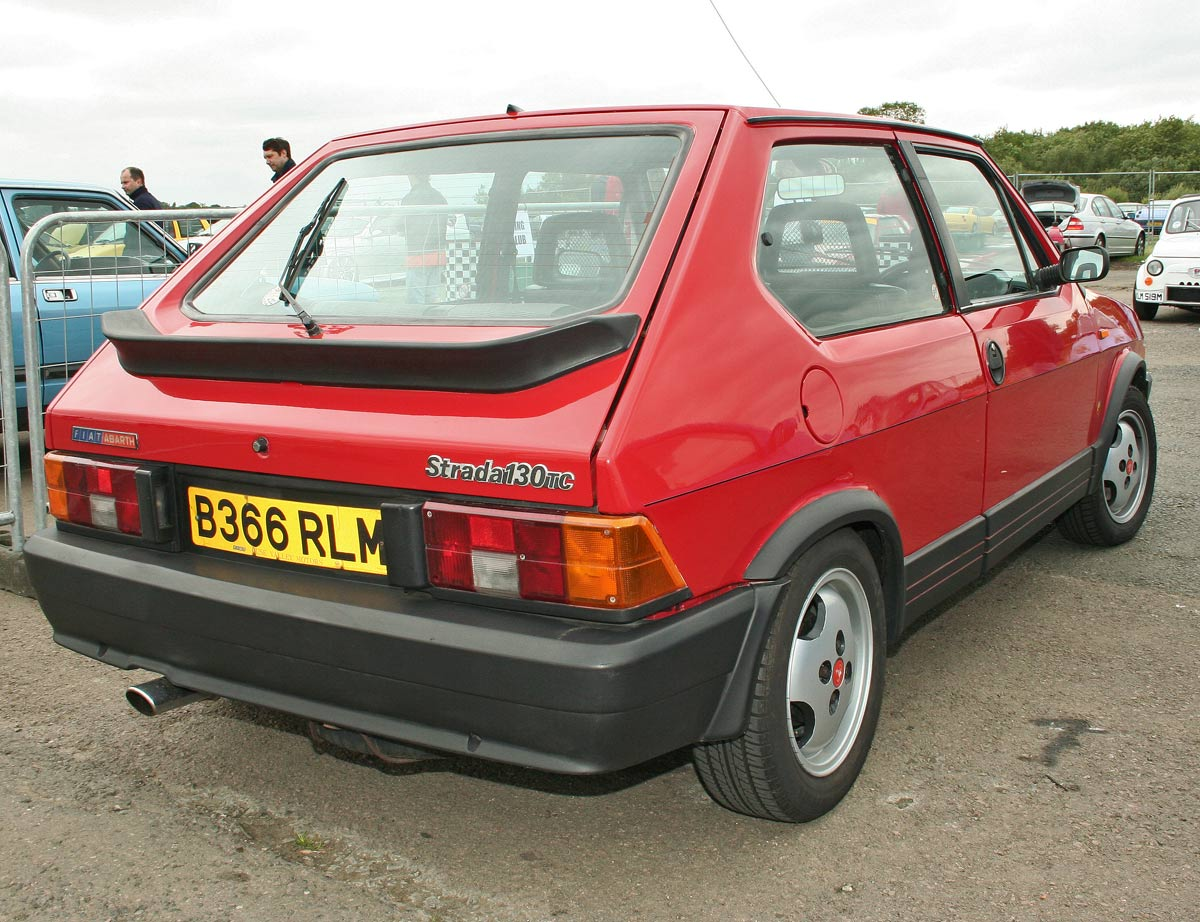
Fiat Ritmo Restyling del 1983, vista posteriore della versione Abarth

Alla fine del 1982 un profondo restyling portò alla presentazione della Ritmo seconda serie. Benché a livello di lamierati sembrava fosse cambiato solamente il cofano motore, in realtà la scocca della vettura subì una totale riprogettazione che la differenziava totalmente dal vecchio pianale di derivazione 128, portando a un risparmio di peso di circa 70 kg e allo stesso tempo alla risoluzione dei problemi di fessurazioni della zona anteriore del telaio che avevano afflitto numerosi esemplari della prima serie (in particolare le diesel) e che avevano obbligato i progettisti a introdurre piastre di rinforzo sulla traversa anteriore soprattutto sulle versioni sportive. Le modifiche più evidenti riguardarono lo spostamento del serbatoio in posizione protetta sotto al sedile posteriore (prima era sotto al bagagliaio), il bocchettone di rifornimento passato dal parafango sinistro a quello destro e celato da uno sportello, la definitiva migrazione della ruota di scorta sotto al bagagliaio (stranamente accessibile dall'esterno come in alcune auto francesi), e differenti duomi delle sospensioni anteriori con attacchi a tre viti invece che a due. La personalità della vettura apparve sensibilmente modificata. Meno originale, ma più elegante, il nuovo frontale con 4 fari circolari (due sulla 60 3p base), mascherina nera e nuovo logo FIAT a 5 barre verticali inclinate, mentre in coda cambiarono i gruppi ottici, più grandi e non più inglobati nel paraurti. Di nuovo disegno anche gli scudi paracolpi.
Completamente riprogettati, invece, gli interni delle versioni normali (sedili, pannelli porta e plancia erano completamente nuovi), mentre le versioni Super riprendevano la plancia delle precedenti con poche modifiche di dettaglio. Molto apprezzato da stampa e clienti fu il nuovo impianto di ventilazione, maggiorato grazie allo spazio recuperato con lo spostamento della ruota di scorta.

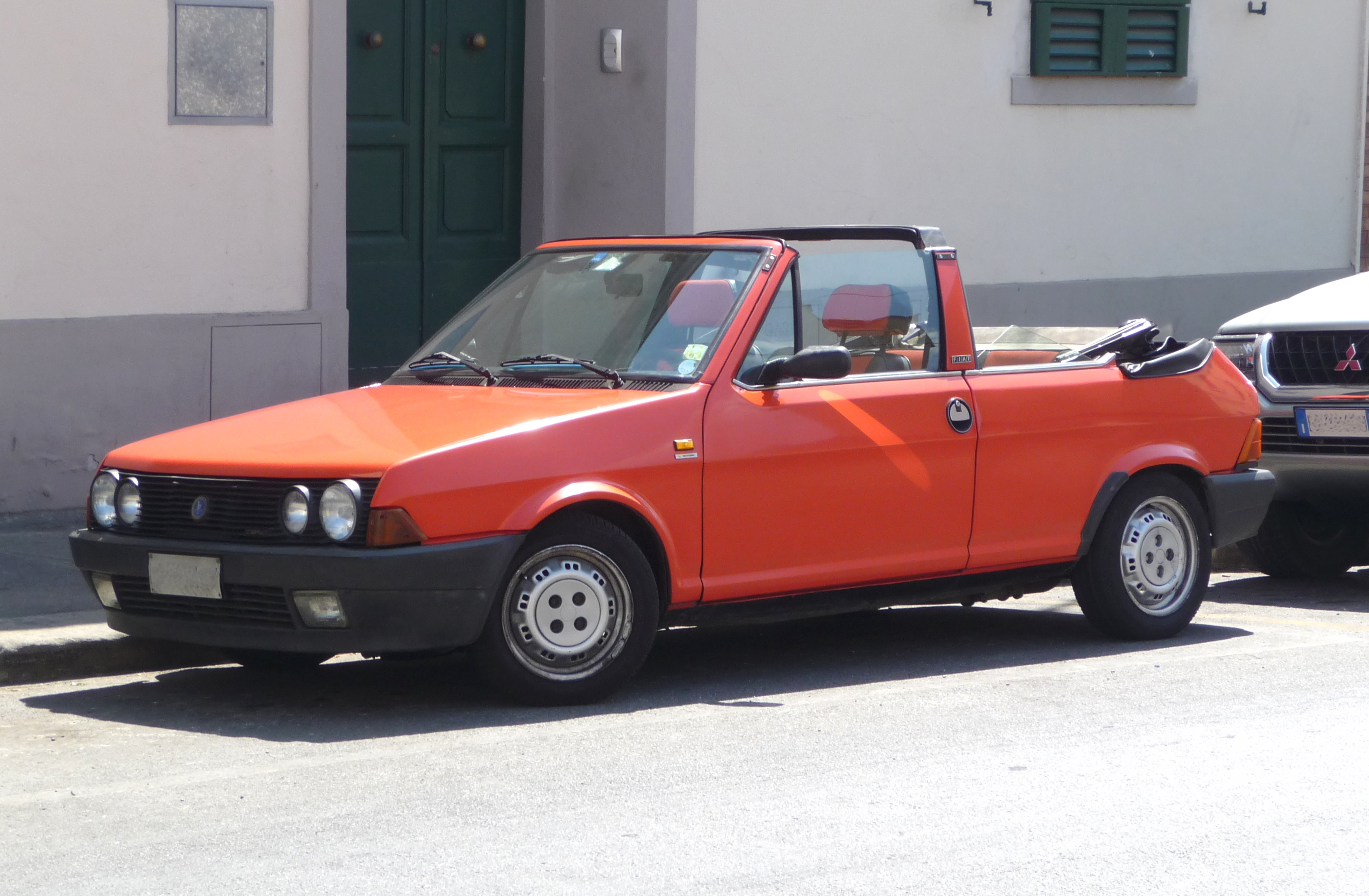
La Ritmo Cabriolet realizzata da Bertone

Alle numerose modifiche estetiche si abbinavano quelle meccaniche. Le sospensioni anteriori adottarono nuove molle coniche disassate che rendevano più preciso il funzionamento degli ammortizzatori e limitavano le reazioni allo sterzo su asfalto sconnesso, il cambio a 5 marce diventava di serie su tutta la gamma "manuale", e i motori 1116 e 1301 cm³ venivano rivisti per renderli più elastici e diminuire i consumi, guadagnando l'accensione elettronica senza puntine ("breakerless") e una diversa messa a punto: queste modifiche ridussero la potenza da 60 a 55 CV sul 1100 migliorando però la coppia, mentre i 1300 da 65 e 75 CV vennero unificati in un'unica versione da 68 CV dotata di carburatore doppio corpo. Invariato il 1500 da 85 CV. Il 1700 diesel venne rivisto nelle tarature e guadagnò 3 CV (ora 58). Gli allestimenti vennero ridotti a due (base e S) più la 105 TC, mentre la sportiva 125 TC Abarth resta per il momento invariata alla prima serie. La gamma delle Cabrio (aggiornate come le berline) venne ampliata con l'introduzione del motore 1300 accanto al 1500.

La gamma della Ritmo 2 venne completata nel 1983 con l'introduzione delle versioni Energy Saving e Abarth 130 TC. La prima, mossa dal 1116 cm³ da 55 CV con dispositivo "cut-off", grazie anche a un abbassamento di 4 punti (da 0.42 a 0.38) del coefficiente di penetrazione aerodinamica ottenuto attraverso l'adozione di un piccolo spoiler posteriore alla fine del tetto, dalle cornici anti turbolenza ai finestrini e ai copriruota lisci, consentiva significative economie di carburante. Decisamente profonde le modifiche apportate alla Abarth: il motore guadagnava l'accensione elettronica digitale Marelli Digiplex e l'alimentazione mediante due carburatori doppio corpo orizzontali da 40. Il risultato erano 130 CV a 5800 giri (200 in meno della precedente 125 TC), che abbinati al peso minore e al cambio con il finale leggermente allungato la rendevano capace di uno spettacolare (per l'epoca) tempo di 8 secondi netti da 0 a 100 km/h. La Ritmo 130 ebbe un successo strepitoso presso gli appassionati grazie alle prestazioni (e alla "cattiveria" con cui erano espresse), ulteriormente alimentato dai successi sportivi che la vettura colse nelle gare in pista e su strada, dominando per anni i principali campionati europei di Gr. N. In generale la "cura Abarth" includeva molti particolari mirati a una facile preparazione agonistica della vettura: ad esempio la stessa adozione, apparentemente anacronistica, dei doppi carburatori (la Golf GTI aveva da sempre l'iniezione), serviva in realtà ad avere già omologato un collettore di aspirazione a quattro farfalle da accoppiare all'iniezione meccanica Kugelfischer (un must delle competizioni di quell'epoca).

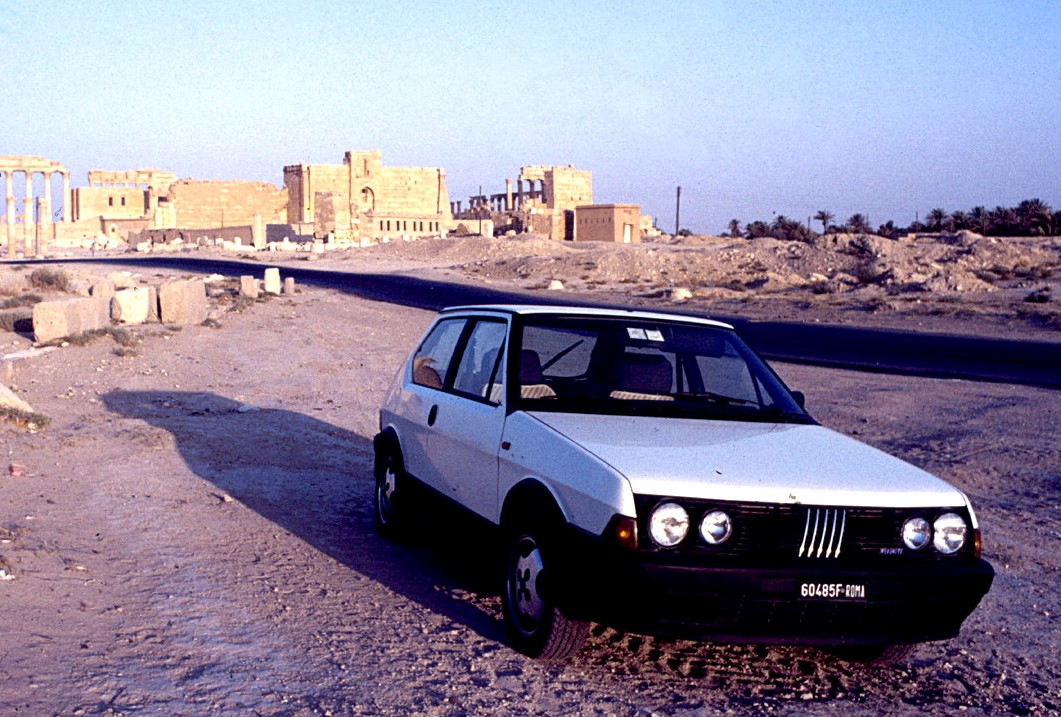
La 105TC del 1984

La gamma "italiana" 1983 includeva le versioni:
- 60 3p
- 60 5p
- 60S 5p
- 60 5p Energy Saving
- 70 5p Automatica
- 70 5p S
- 85 5p S
- 105 3p TC
- 130 3p TC Abarth
- D 5p
- Cabrio 85 S

### Restyling 1984

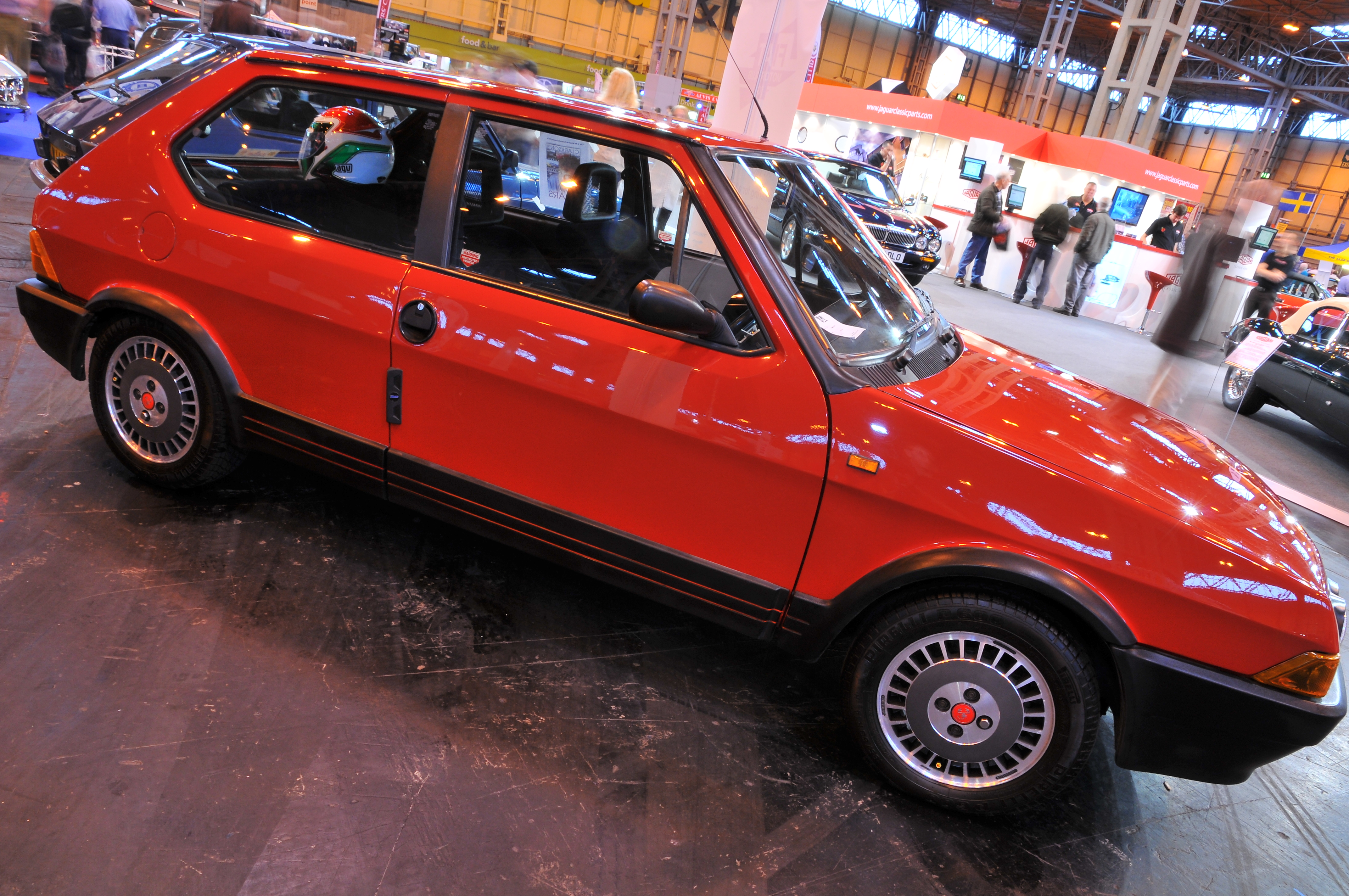
Linea laterale di una Ritmo Abarth 130 TC

Nel 1984 la gamma venne rinnovata: la versione "base" venne divisa in due versioni, "L" (con mascherina a soli due fari, cambio a 4 marce e allestimento molto povero) e "CL" (identica alla precedente base, ma con poggiatesta e tergilunotto di serie). Inoltre, l'allestimento S venne esteso anche alle 60. Con la fine della seconda serie, nel 1985 venne presentata la versione speciale "IN", basata sulla 60 S e caratterizzata dai copricerchi integrali, da una fascia adesiva di colore grigio/rosso, dai rivestimenti interni specifici e dall'autoradio di serie.

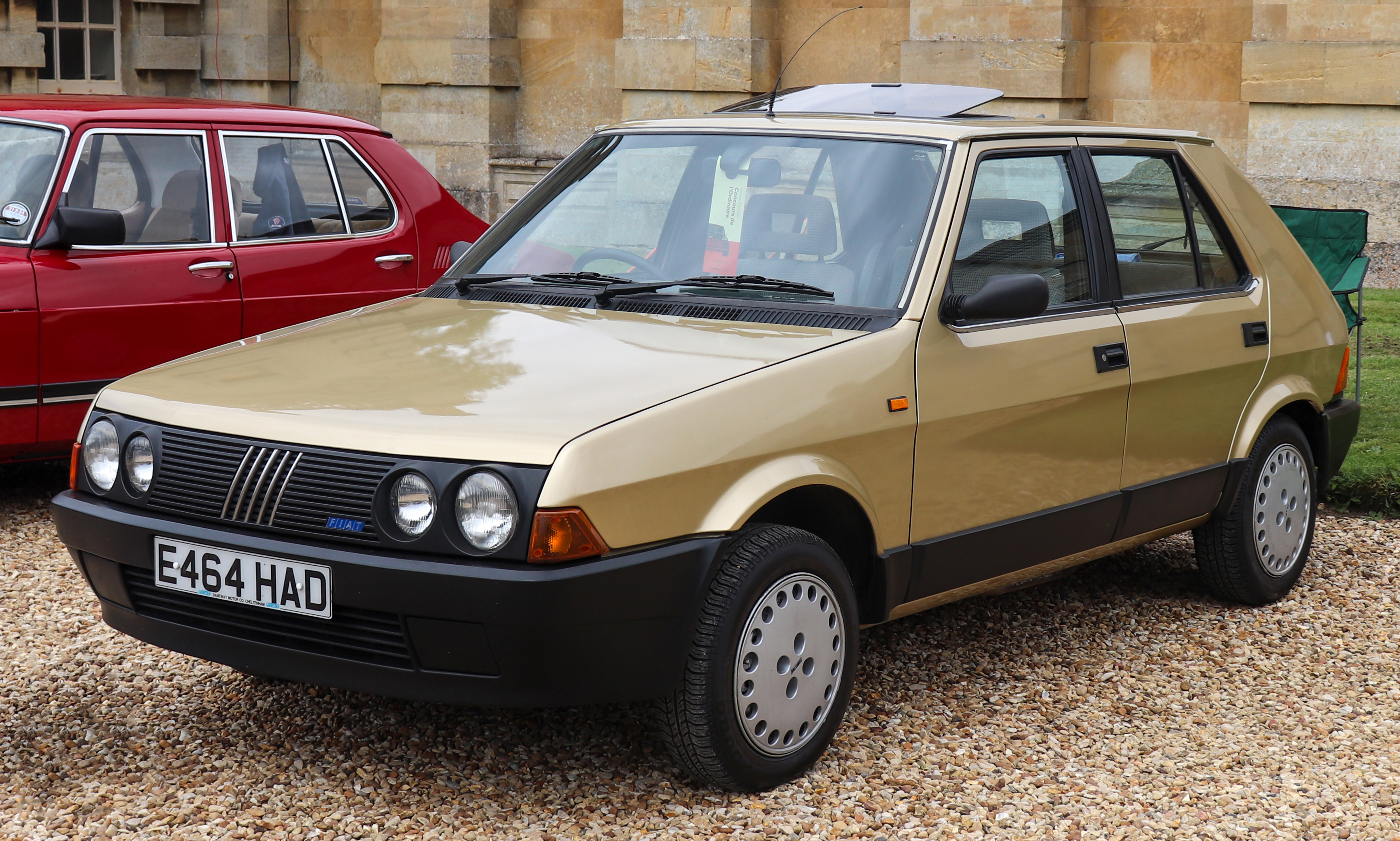
Ultimo restyling (85 Super)

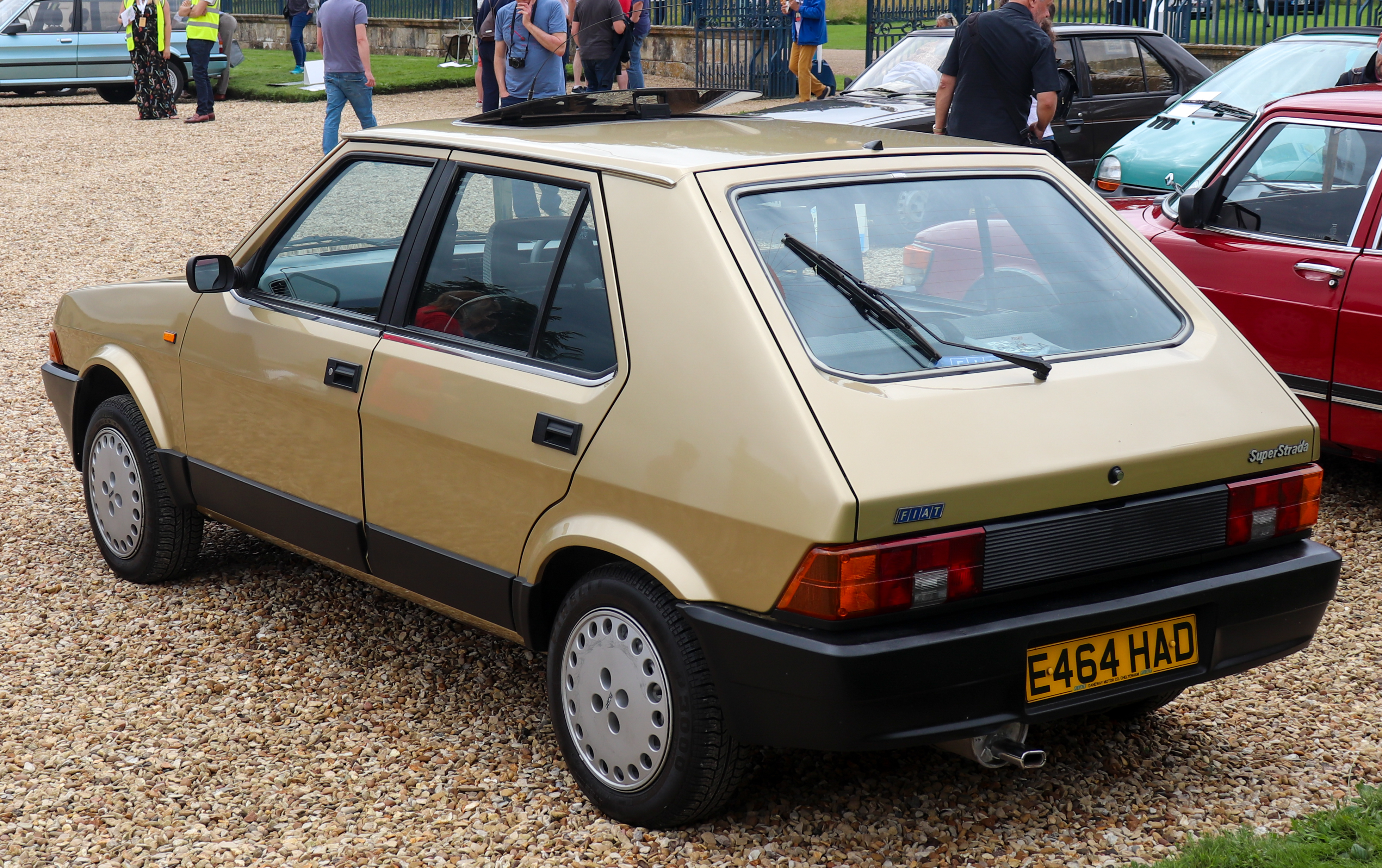
Ultimo restyling (85 Super)

Nel 1985 un leggero restyling (mascherina anteriore, paraurti anteriore più basso e predisposto per i fendinebbia, spostamento della targa posteriore sullo scudo, fascioni neri di plastica sulle fiancate, maniglie porta rettangolari invece che rotonde) accompagnò un aggiornamento della gamma. Il motore della 60 adottò il carburatore doppio corpo guadagnando 3 CV (ora 58). La 105 TC, ormai spiazzata dalla Abarth, venne rimpiazzata dalla 100 S a 5 porte dotata di una nuova versione del bialbero con testa ruotata di 180 gradi (motore poi montato anche sulla Lancia Prisma seconda serie) e potenza ridotta a 100  CV per migliorare elasticità e consumi; questa versione ebbe poco riscontro in Italia, ma fu maggiormente apprezzata all'estero. La 130 TC Abarth ricevette nuovi cerchi in lega dal disegno simile a quelli della Uno Turbo. Le versioni diesel ebbero importanti novità: il vecchio motore da 1714 cm³ lasciò il posto a una nuova unità da 1697 cm³ facente parte della nuova famiglia di motori derivati dalla "dieselizzazione" dei monoalbero delle ultime 131 del 1981. Il nuovo motore erogava ora 60 CV, risultando inoltre più parco e più elastico oltre che più silenzioso. Completamente inedita invece la nuova versione Turbo DS, mossa da un 4 cilindri turbodiesel con intercooler di 1929 cm³ da 80 CV facente parte della stessa famiglia del 1697 cm³. Dalla gamma vennero tolte le Energy Saving, le 85S e le versioni a 3 porte "non sportive", mentre la Cabrio 85S lasciò il posto alla Supercabrio 100 S.
La gamma '85 italiana includeva:
- 60 5p L
- 60 5p CL
- 60 5p S
- 70 5p CL Automatica
- 70 5p S
- 100 5p S
- 130 3p TC Abarth
- D 5p L
- D 5p CL
- Turbo DS 5p

Nel 1986, per ridare fiato alle vendite in vista dell'ultimo anno di produzione, vennero introdotte due nuove versioni speciali in edizione limitata: a maggio arrivò la Team (versioni 60 e D) sulla base della 5p CL e personalizzata con scritte e tappezzeria specifiche, mentre in luglio fu la volta della Super Team, riconoscibile per la mascherina in tinta e accessoriata con alzacristalli elettrici, chiusura centralizzata e volante regolabile. La Super Team era disponibile con motorizzazione 60, 70 e 100.
Nel 1988 la Ritmo venne sostituita dalla Tipo.

## Il funzionamento dellaEnergy Saving

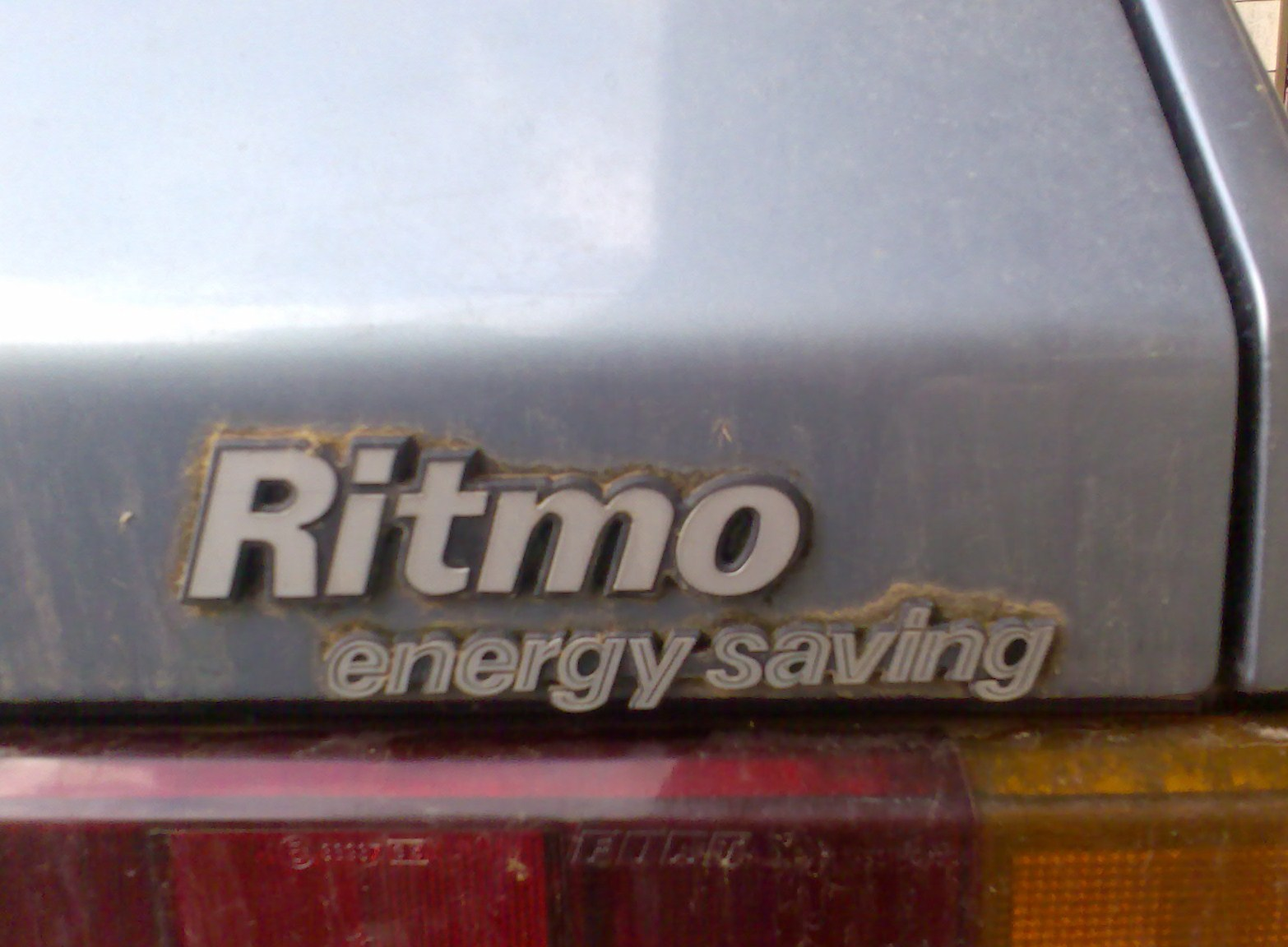
Logo della "Energy Saving"

Il lancio nel 1983 di un modello denominato 60 E.S. (come per "Uno" e "Regata"), dove la sigla indicava "Energy Saving", merita un approfondimento a parte.
Questo modello, espressamente votato al contenimento dei consumi, differiva dalla 60 normale per numerosi particolari meccanici e di allestimento. Il motore era dotato di nuovi pistoni che alzavano leggermente il rapporto di compressione, l'albero a camme aveva una fasatura differente, il carburatore doppio corpo era dotato di dispositivo "cut-off" elettronico che tagliava l'afflusso di carburante in rilascio, e l'accensione era elettronica digitale Marelli Digiplex che garantiva una maggior possibilità di variazione dell'anticipo in base alle condizioni di utilizzo del motore, nonché prestazioni più stabili e una scintilla più potente. Il cambio era dotato di un rapporto della V marcia allungato.
A livello di allestimento la vettura era dotata di copricerchi particolari, deflettori davanti alle ruote posteriori, e spoiler posteriore posto superiormente al cofano (ben diverso dalla "codina" delle prime serie), il tutto per migliorare l'efficienza aerodinamica e quindi i consumi. All'interno la strumentazione era arricchita dall'econometro, che indicava (con una certa approssimazione) il consumo istantaneo del motore: tale strumento era integrato da una spia la cui accensione segnalava al guidatore il momento migliore per passare a una marcia superiore.
Il risultato di tutte queste modifiche era che la Ritmo ES aveva consumi più contenuti rispetto alla 60 normale, ma allo stesso tempo risultava leggermente più veloce e brillante, segno di un'effettiva maggior efficienza complessiva. Il rovescio della medaglia era rappresentato dal prezzo di acquisto sensibilmente superiore, che innalzava il punto di pareggio, ma nonostante questo ebbe un buon riscontro di vendite. Il "cut-off", per la precisione, è un dispositivo di origine americana inizialmente concepito esclusivamente per ridurre le emissioni dei motori in fase di decelerazione, quando la combustione diviene incompleta e irregolare, tuttavia consente anche un certo risparmio di carburante evitando di alimentare inutilmente i cilindri in fase di "rilascio", quando il motore agisce unicamente da freno.
Da segnalare inoltre il fatto che nel 2001 le poche Ritmo ES rimaste in circolazione hanno evidenziato alcuni problemi di battito in testa quando furono alimentate con la benzina "verde" a 95 ottani in seguito alla sparizione dal mercato di quella "super" contenente piombo tetraetile. Il problema, causato dall'elevato rapporto di compressione unito al cospicuo anticipo di accensione garantito dalla centralina Digiplex (anticipo peraltro non regolabile), era facilmente ovviabile usando uno degli appositi additivi in commercio; ciò nonostante, fu un altro fattore che ne accelerò la rottamazione.

## Modelli derivati

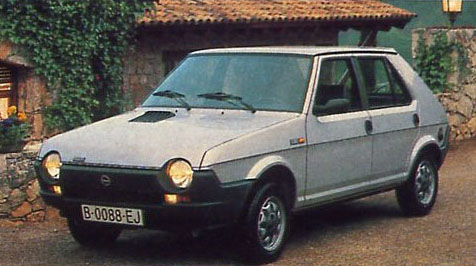
La SEAT Ritmo derivata dalla prima serie di Fiat Ritmo

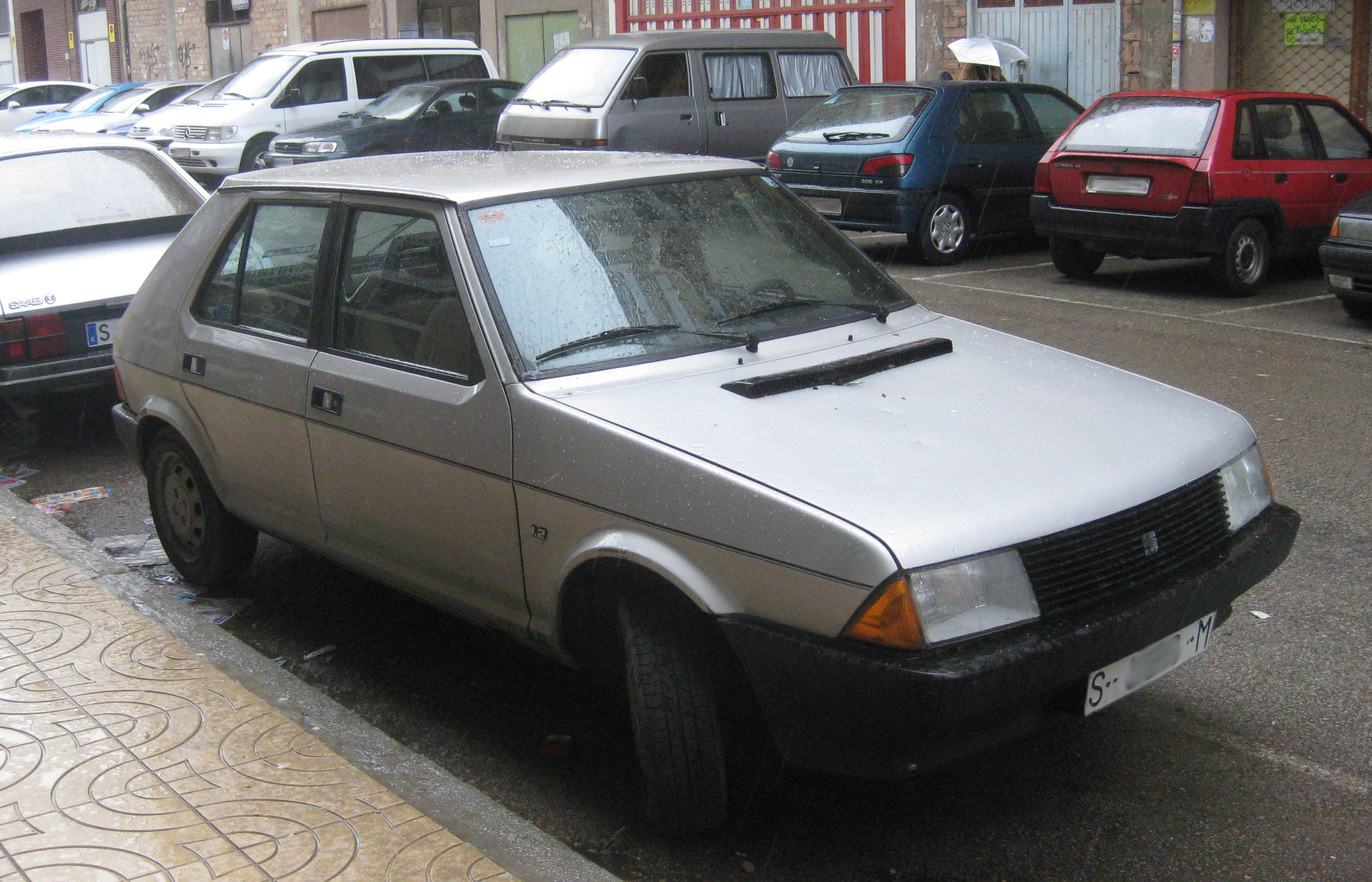
Una SEAT Ronda

Fino al 1982, in base all'accordo di collaborazione sottoscritto fra le case automobilistiche, la Ritmo venne prodotta in Spagna dalla SEAT. Allo scadere dell'accordo la casa spagnola riciclò il più possibile le sue catene di montaggio, sostituì un numero di pezzi sufficiente a evitare problemi di copyright e uscì sul mercato con un modello molto simile alla progenitrice, la SEAT Ronda, rifacendo di fatto quanto già accaduto con la Fiat Panda, riciclata in SEAT Marbella, e con la 127 (diventata SEAT Fura). Nel 1984, con poche modifiche sullo stesso pianale della Ronda la SEAT costruì la prima serie della Ibiza e anche la Malaga, mantenendone anche le sospensioni.
Dalla Ritmo seconda serie fu derivata la berlina Fiat Regata, vettura che aveva talmente tanti elementi in comune con la Ritmo da essere omologata come una sua versione (entrambe avevano sigla di progetto "138", e come tali erano indicate sulla carta di circolazione).
Il nome Ritmo tornò in auge nel 2007, quando la nuova Fiat Bravo, presentata in Italia nel febbraio di quell'anno, viene venduta sul mercato australiano con il nome di Fiat Ritmo; anche il nome Strada è stato riutilizzato dal 1999 per un modello pick-up.

## Motorizzazioni
| Modello         | Disponibilità       | Motore  | Cilindrata (cm³) | Potenza        | Coppia max (Nm) | Emissioni CO2 (g/Km) | 0–100 km/h (secondi) | Velocità max (Km/h) | Consumo medio (Km/l) |
| 60 1050         | dal 1979 al 1982    | Benzina | 1049             | 44KW (55Cv)    | 81              | n.d                  | 15.5                 | 145                 | n.d                  |
| 60              | dal debutto al 1988 | Benzina | 1116             | 44 kW (60 Cv)  | 86              | n.d                  | 14,5                 | 150                 | 13.4                 |
| 65              | dal debutto al 1982 | Benzina | 1301             | 48 kW (65 Cv)  | 100             | n.d                  | 14.1                 | 150                 | 12.2                 |
| 70              | dal 1982 al 1988    | Benzina | 1301             | 50 kW (68 Cv)  | 100             | n.d                  | n.d                  | 160                 | 13.8                 |
| 75              | dal debutto al 1982 | Benzina | 1301             | 55 kW (75 Cv)  | 115             | n.d                  | n.d                  | 160                 | 11.9                 |
| 85              | dal 1981 al 1985    | Benzina | 1498             | 62 kW (85 Cv)  | 120             | n.d                  | 12.2                 | 163                 | 12.0                 |
| 100             | dal 1985 al 1988    | Benzina | 1585             | 77 kW (100 Cv) | 133             | n.d                  | 10,0                 | 175                 | 12.8                 |
| 105 TC          | dal 1981 al 1985    | Benzina | 1585             | 77 kW (105 Cv) | 133             | n.d                  | 9.5                  | 175                 | 12.1                 |
| 125 TC          | dal 1982 al 1983    | Benzina | 1995             | 91 kW (125 Cv) | 171             | n.d                  | 8.0                  | 185                 | 11                   |
| 130 TC          | dal 1983 al 1988    | Benzina | 1995             | 95 kW (130 Cv) | 176             | n.d                  | 8.0                  | 190                 | 10,5                 |
| 1.7 Diesel 60   | dal 1985 al 1986    | Diesel  | 1697             | 44 kW (60 Cv)  | 103             | n.d                  | 17.5                 | 150                 | 16.3                 |
| 1.7 Diesel 55   | dal 1980 al 1985    | Diesel  | 1714             | 41 kW (56 Cv)  | 100             | n.d                  | 19.0                 | 155                 | 15.6                 |
| 1.9 Turbodiesel | dal 1986 al 1988    | Diesel  | 1929             | 59 kW (80 Cv)  | 172             | n.d                  | 12.9                 | 170                 | 18.3                 |